# Großer Preis von Japan 2019
Der Große Preis von Japan 2019 (offiziell Formula 1 Japanese Grand Prix 2019) fand am 13. Oktober auf dem Suzuka International Racing Course in Suzuka statt und war das 17. Rennen der Formel-1-Weltmeisterschaft 2019.

## Berichte

### Hintergründe
Nach dem Großen Preis von Russland führte Lewis Hamilton in der Fahrerwertung mit 73 Punkten vor Valtteri Bottas und mit 107 Punkten vor Charles Leclerc. In der Konstrukteurswertung führte Mercedes mit 162 Punkten vor Ferrari und mit 260 Punkten vor Red Bull Racing.
Beim Großen Preis von Japan stellte Pirelli den Fahrern die Reifenmischungen P Zero Hard (weiß, Mischung C1), P Zero Medium (gelb, C2) und P Zero Soft (rot, C3) sowie für Nässe Cinturato Intermediates (grün) und Cinturato Full-Wets (blau) zur Verfügung.
Es gab nur eine DRS-Zone auf der Strecke: Diese befand sich auf der Start-Ziel-Geraden mit einem Messpunkt zur Bestimmung des Abstands zwischen den Fahrern, der am Ausgang von Kurve 16 eingerichtet wurde.
Sebastian Vettel (neun), Daniel Ricciardo, Lance Stroll (jeweils fünf), Antonio Giovinazzi, Kevin Magnussen (jeweils vier), Romain Grosjean (drei), Hamilton, Daniil Kwjat, Kimi Räikkönen, Carlos Sainz jr., Max Verstappen (jeweils zwei), Alexander Albon, Pierre Gasly, Sergio Pérez und George Russell (jeweils einer) gingen mit Strafpunkten ins Rennwochenende.
Mit Hamilton (fünfmal), Vettel (viermal) und Räikkönen (einmal) traten drei ehemalige Sieger zu diesem Grand Prix an. Hamilton gewann das Rennen dabei einmal, als es 2007 auf dem Fuji Speedway ausgetragen wurde.
Als Rennkommissare an diesem Wochenende fungierten Dennis Dean (USA), Gerd Ennser (DEU), Tom Kristensen (DNK) und Yasuhiro Yodono (JAP).
Die Wettervorhersage prognostizierte, dass der Taifun Hagibis am Samstag auf Japan eintreffen werde und daher unter anderem mit Sturmböen und Starkregen zu rechnen sei. Der Veranstalter sagte daher aus Sicherheitsgründen sämtliche für Samstag geplanten Streckenaktivitäten ab. Das dritte freie Training wurde ersatzlos gestrichen, das Qualifying auf Sonntagmorgen verschoben. Eine Verschiebung des Rennstarts, der um 14:10 Uhr Ortszeit stattfinden sollte, war nicht geplant. Die beiden geplanten Rennen der japanischen Formel-4-Meisterschaft am Rennwochenende wurden bereits im Vorfeld abgesagt, um mehr Spielraum bei der Verschiebung der Trainings und des Qualifyings der Formel-1-Weltmeisterschaft zu haben.

### Training
Im ersten freien Training erzielte Bottas in 1:28,731 Minuten die schnellste Rundenzeit vor Hamilton und Vettel.
Im zweiten freien Training war Bottas in 1:27,785 Minuten Schnellster vor Hamilton und Verstappen. Da das sportliche Reglement eine ersatzlose Absage des Qualifyings nicht vorsah, entschieden die Rennkommissare, dass in diesem Fall das Ergebnis des zweiten freien Trainings zur Bestimmung der Startaufstellung herangezogen worden wäre, dies hätte die elfte Pole-Position für Bottas in der Formel-1-Weltmeisterschaft bedeutet.

### Qualifying
Das Qualifying wurde wegen des Taifun Hagibis auf den Rennsonntag verschoben. Es war das fünfte Mal in der Geschichte der Formel-1-Weltmeisterschaft, dass Rennen und Qualifying am selben Tag ausgetragen wurden.                             
Das Qualifying bestand aus drei Teilen mit einer Nettolaufzeit von 45 Minuten. Im ersten Qualifying-Segment (Q1) hatten die Fahrer 18 Minuten Zeit, um sich für das Rennen zu qualifizieren. Alle Fahrer, die im ersten Abschnitt eine Zeit erzielten, die maximal 107 Prozent der schnellsten Rundenzeit betrug, qualifizierten sich für den Grand Prix. Die besten 15 Fahrer erreichten den nächsten Teil. Leclerc war Schnellster. Das Segment wurde nach Unfällen von Robert Kubica und Magnussen unterbrochen. Beide fuhren daher keine gezeitete Runde und qualifizierten sich damit nicht für den Grand Prix. Außer ihnen schieden Russell, Pérez und Ricciardo aus.
Der zweite Abschnitt (Q2) dauerte 15 Minuten. Die zehn schnellsten Piloten qualifizierten sich für den dritten Teil des Qualifyings und mussten mit den hier verwendeten Reifen das Rennen starten, alle übrigen Piloten hatten freie Reifenwahl für den Rennstart. Bottas war Schnellster. Nico Hülkenberg, Kwjat, Räikkönen, Stroll und Giovinazzi schieden aus.
Der finale Abschnitt (Q3) ging über eine Zeit von zwölf Minuten, in denen die ersten zehn Startpositionen vergeben wurden. Vettel fuhr mit einer Rundenzeit von 1:27,064 Minuten die Bestzeit vor Leclerc und Bottas. Es war die 57. Pole-Position für Vettel in der Formel-1-Weltmeisterschaft und die fünfte für einen Ferrari-Piloten in Folge.
Kubica und Magnussen wurde der Start zum Rennen erlaubt, da beide im freien Training ausreichend schnell gewesen waren. Kubica musste aus der Boxengasse starten, da das Monocoque an seinem Wagen irreparabel beschädigt war und getauscht werden musste.

### Rennen
Das Rennen wurde wegen eines technischen Problems bei der Anzeige der Zielflagge nach 52 anstatt der geplanten 53 Runden gewertet.
Beim Start brachte Vettel seinen Ferrari bereits in Bewegung, bevor die Ampel ausging. Der Deutsche stoppte sein Auto sofort, doch dies bestrafte ihn am Start, sodass er von Bottas überholt wurde, der als Dritter startete. Hinter Leclerc, der als Zweiter startete, musste er sich gegen Verstappen verteidigen. Die beiden kollidierten in der zweiten Kurve und beide Autos werden beschädigt. Der Niederländer fuhr an die Box, während der Ferrari-Fahrer beschloss, weiterzufahren, allerdings mit dem Verlust eines Seitenstreifens am Frontflügel.
Weiter hinten wurde Hamilton, der durch eine Berührung zwischen Leclerc und Verstappen gebremst wurde, von Sainz jr. berührt, erlitt jedoch keine Folgen für sein Auto. In der zweiten Runde löst sich Leclercs Flügelklappe und traf auf Hamiltons Auto, das weiterfahren konnte. Leclerc musste jedoch in der dritten Runde anhalten, um schließlich den Frontflügel auszutauschen.
In der Rangliste lag Bottas an der Spitze, vor Vettel, Hamilton, Sainz jr., Lando Norris, Albon, Gasly und Stroll. In der fünften Runde kam es zu einer Berührung zwischen Norris und Albon, woraufhin der McLaren-Fahrer gezwungen war, an der Box anzuhalten. Mittlerweile löste sich auch der linke Spiegel von Leclercs Auto. Der andere in den Startunfall verwickelte Fahrer, Verstappen, schied in Runde 14 dann aus.
Vettel wurde von den Kommissaren wegen des Fehlstarts untersucht, doch die Kommission beschloss, keine Strafen gegen ihn zu verhängen. Bottas, immer noch in Führung, schaffte es, den Vorsprung auf den Deutschen auszubauen. In Runde 15 hielten Albon und Räikkönen an, um harte Reifen aufzuziehen. Eine Runde später stoppte Vettel und entschied sich für die weichen Reifen, während Bottas, der in Runde 17 an der Box stand, auf die mittleren Reifen wechselte.
Hamilton hatte nun die Führung vor Bottas, Sainz jr., Vettel und den beiden Renault. Der Deutsche überholte Sainz jr. in Runde 18. Die Rennleitung gab dann bekannt, dass der Unfall zwischen Leclerc und Verstappen erst am Ende des Rennens untersucht wird. Der Monegasse seinerseits war der Urheber einer langen Aufholjagd, die ihn bereits in der 19. Runde wieder in die Punkteränge brachte. Hamilton stoppte in Runde 21. Der Brite kehrte nach der Montage der Mediums als Dritter vor Sainz jr. auf die Strecke zurück. Hinter dem Spanier waren Albon, Ricciardo und Leclerc. Bottas, wieder in Führung, baute seinen Vorsprung auf Vettel auf über zehn Sekunden aus. Leclerc machte in Runde 25 seinen zweiten Stopp. Eine Runde später war Sainz jr. an der Reihe.
In der 29. Runde stoppte Ricciardo, der Fünfter war. Vettel wartete weitere zwei Runden auf den zweiten Stopp und kehret als Dritter hinter dem Mercedes-Duo auf die Strecke zurück. Albon wartete auf den zweiten Boxenstopp bis zur 34. Runde. Eine Runde später ging dann auch Bottas zu seinem zweiten Stopp und zog die Soft-Reifen auf. Der Finne war anschließend Zweiter, sieben Sekunden vor Vettel.
Hamilton lag wieder an erster Stelle, vor Bottas, Vettel, Albon, Sainz jr., Leclerc und Gasly. Der Weltmeister, mit einem Vorsprung von mehr als sieben Sekunden auf Bottas, legte in Runde 41 seinen zweiten Boxenstopp ein. Bottas und Vettel kehrten auf die ersten beiden Plätze zurück. Leclerc stoppte in Runde 47 zum dritten Mal, um weiche Reifen zu montieren. Der Monegasse, der den Zusatzpunkt der schnellsten Runde anstrebte, blieb Sechster.
Hamilton kam mit neuen Reifen in den letzten Runden des Rennens näher an Vettel ran. Der Ferrari-Fahrer, der über ein Auto mit guter Höchstgeschwindigkeit verfügte schaffte es, den Angriffen des Mercedes-Fahrers zu widerstehen.
Bottas gewann das Rennen vor Vettel und Hamilton. Die restlichen Punkteplatzierungen belegten Albon, Sainz jr., Leclerc, Gasly, Pérez, Stroll und Kwjat. Da Hamilton die schnellste Rennrunde fuhr und das Rennen unter den ersten Zehn beendete, erhielt er einen zusätzlichen Punkt. Ricciardo und Hülkenberg, die die Positionen sechs und zehn belegt hatten, wurden nachträglich disqualifiziert. Die Rennkommissare stuften ein System, das mehrfach in einer Runde automatisch die Bremsbalance verstellte, jedoch nicht gegen das technische Regelwerk verstieß, als unerlaubte Fahrhilfe ein.
In der Fahrerwertung blieben die ersten drei Positionen unverändert, es hatten jedoch nur noch Hamilton und Bottas rechnerische Chancen auf den Titelgewinn. In der Konstrukteurswertung stand Mercedes als Weltmeister vorzeitig fest. Es war der sechste Konstrukteurstitel für Mercedes in Folge.

## Meldeliste
| Team                             | Nr. | Fahrer             | Chassis                       | Motor                         | Reifen |
| -------------------------------- | --- | ------------------ | ----------------------------- | ----------------------------- | ------ |
| Mercedes-AMG Petronas Motorsport | 44  | Lewis Hamilton     | Mercedes-AMG F1 W10 EQ Power+ | Mercedes-AMG F1 M10 EQ Power+ | P      |
| Mercedes-AMG Petronas Motorsport | 77  | Valtteri Bottas    | Mercedes-AMG F1 W10 EQ Power+ | Mercedes-AMG F1 M10 EQ Power+ | P      |
| Scuderia Ferrari                 | 05  | Sebastian Vettel   | Ferrari SF90                  | Ferrari 064                   | P      |
| Scuderia Ferrari                 | 16  | Charles Leclerc    | Ferrari SF90                  | Ferrari 064                   | P      |
| Aston Martin Red Bull Racing     | 33  | Max Verstappen     | Red Bull Racing RB15          | Honda RA619H                  | P      |
| Aston Martin Red Bull Racing     | 23  | Alexander Albon    | Red Bull Racing RB15          | Honda RA619H                  | P      |
| Renault F1 Team                  | 03  | Daniel Ricciardo   | Renault R.S.19                | Renault E-Tech 19             | P      |
| Renault F1 Team                  | 27  | Nico Hülkenberg    | Renault R.S.19                | Renault E-Tech 19             | P      |
| Haas F1 Team                     | 08  | Romain Grosjean    | Haas VF-19                    | Ferrari 064                   | P      |
| Haas F1 Team                     | 20  | Kevin Magnussen    | Haas VF-19                    | Ferrari 064                   | P      |
| McLaren F1 Team                  | 55  | Carlos Sainz jr.   | McLaren MCL34                 | Renault E-Tech 19             | P      |
| McLaren F1 Team                  | 04  | Lando Norris       | McLaren MCL34                 | Renault E-Tech 19             | P      |
| SportPesa Racing Point F1 Team   | 11  | Sergio Pérez       | Racing Point RP19             | BWT Mercedes                  | P      |
| SportPesa Racing Point F1 Team   | 18  | Lance Stroll       | Racing Point RP19             | BWT Mercedes                  | P      |
| Alfa Romeo Racing                | 07  | Kimi Räikkönen     | Alfa Romeo Racing C38         | Ferrari 064                   | P      |
| Alfa Romeo Racing                | 99  | Antonio Giovinazzi | Alfa Romeo Racing C38         | Ferrari 064                   | P      |
| Red Bull Toro Rosso Honda        | 26  | Daniil Kwjat       | Scuderia Toro Rosso STR14     | Honda RA619H                  | P      |
| Red Bull Toro Rosso Honda        | 10  | Pierre Gasly       | Scuderia Toro Rosso STR14     | Honda RA619H                  | P      |
| Red Bull Toro Rosso Honda        | 38  | Naoki Yamamoto     | Scuderia Toro Rosso STR14     | Honda RA619H                  | P      |
| ROKiT Williams Racing            | 63  | George Russell     | Williams FW42                 | Mercedes-AMG F1 M10 EQ Power+ | P      |
| ROKiT Williams Racing            | 88  | Robert Kubica      | Williams FW42                 | Mercedes-AMG F1 M10 EQ Power+ | P      |

Anmerkungen
1. 1 2  Der Toro Rosso mit der Startnummer 38 wurde im ersten freien Training für Yamamoto eingesetzt. Gasly übernahm das Fahrzeug anschließend für das restliche Rennwochenende mit seiner Startnummer 10.

## Klassifikationen

### Qualifying
| Pos.                                                                      | Fahrer             | Konstrukteur              | Q1         | Q2       | Q3       | Start |
| ------------------------------------------------------------------------- | ------------------ | ------------------------- | ---------- | -------- | -------- | ----- |
| 01                                                                        | Sebastian Vettel   | Ferrari                   | 1:28,988   | 1:28,174 | 1:27,064 | 01    |
| 02                                                                        | Charles Leclerc    | Ferrari                   | 1:28,405   | 1:28,179 | 1:27,253 | 02    |
| 03                                                                        | Valtteri Bottas    | Mercedes                  | 1:28,896   | 1:27,688 | 1:27,293 | 03    |
| 04                                                                        | Lewis Hamilton     | Mercedes                  | 1:28,735   | 1:27,826 | 1:27,302 | 04    |
| 05                                                                        | Max Verstappen     | Red Bull Racing-Honda     | 1:28,754   | 1:28,499 | 1:27,851 | 05    |
| 06                                                                        | Alexander Albon    | Red Bull Racing-Honda     | 1:29,351   | 1:28,156 | 1:27,851 | 06    |
| 07                                                                        | Carlos Sainz jr.   | McLaren-Renault           | 1:29,018   | 1:28,577 | 1:28,304 | 07    |
| 08                                                                        | Lando Norris       | McLaren-Renault           | 1:28,873   | 1:28,571 | 1:28,464 | 08    |
| 09                                                                        | Pierre Gasly       | Scuderia Toro Rosso-Honda | 1:29,411   | 1:28,779 | 1:28,836 | 09    |
| 10                                                                        | Romain Grosjean    | Haas-Ferrari              | 1:29,572   | 1:29,144 | 1:29,341 | 10    |
| 11                                                                        | Antonio Giovinazzi | Alfa Romeo Racing-Ferrari | 1:29,604   | 1:29,254 | –        | 16    |
| 12                                                                        | Lance Stroll       | Racing Point-BWT Mercedes | 1:29,594   | 1:29,345 | –        | 11    |
| 13                                                                        | Kimi Räikkönen     | Alfa Romeo Racing-Ferrari | 1:29,636   | 1:29,358 | –        | 12    |
| 14                                                                        | Daniil Kwjat       | Scuderia Toro Rosso-Honda | 1:29,723   | 1:29,563 | –        | 13    |
| 15                                                                        | Nico Hülkenberg    | Renault                   | 1:29,619   | 1:30,112 | –        | 14    |
| 16                                                                        | Daniel Ricciardo   | Renault                   | 1:29,822   | –        | –        | 15    |
| 17                                                                        | Sergio Pérez       | Racing Point-BWT Mercedes | 1:30,344   | –        | –        | 17    |
| 18                                                                        | George Russell     | Williams-Mercedes         | 1:30,364   | –        | –        | 18    |
| 107-Prozent-Zeit: 1:34,593 min (bezogen auf Q1-Bestzeit von 1:28,405 min) |                    |                           |            |          |          |       |
| DNQ                                                                       | Kevin Magnussen    | Haas-Ferrari              | keine Zeit | –        | –        | 19    |
| DNQ                                                                       | Robert Kubica      | Williams-Mercedes         | keine Zeit | –        | –        | Box   |

Anmerkungen
1. 1 2  Verstappen und Albon erzielten in Q3 identische Zeiten; Verstappen startete vor Albon, da er seine Zeit zuerst fuhr.
2. ↑  Obwohl er sich nicht qualifiziert hatte, erhielt Magnussen die Erlaubnis zu starten, da er im freien Training ausreichend schnell gewesen war.
3. ↑  Obwohl er sich nicht qualifiziert hatte, erhielt Kubica die Erlaubnis zu starten, da er im freien Training ausreichend schnell gewesen war. Er musste aus der Box starten, da an seinem Fahrzeug unter Parc-fermé-Bedingungen das Monocoque getauscht wurde.

### Rennen
| Pos. | Fahrer             | Konstrukteur              | Runden | Stopps | Zeit        | Start | Schnellste Rennrunde |
| ---- | ------------------ | ------------------------- | ------ | ------ | ----------- | ----- | -------------------- |
| 01   | Valtteri Bottas    | Mercedes                  | 52     | 2      | 1:21:46,755 | 03    | 1:31,862 (49.)       |
| 02   | Sebastian Vettel   | Ferrari                   | 52     | 2      | + 13,343    | 01    | 1:32,122 (38.)       |
| 03   | Lewis Hamilton     | Mercedes                  | 52     | 2      | + 13,858    | 04    | 1:30,983 (45.)       |
| 04   | Alexander Albon    | Red Bull Racing-Honda     | 52     | 2      | + 59,537    | 06    | 1:32,775 (36.)       |
| 05   | Carlos Sainz jr.   | McLaren-Renault           | 52     | 1      | + 1:09,101  | 07    | 1:33,563 (46.)       |
| 06   | Charles Leclerc    | Ferrari                   | 51     | 3      | + 1 Runde   | 02    | 1:31,611 (48.)       |
| 07   | Pierre Gasly       | Scuderia Toro Rosso-Honda | 51     | 1      | + 1 Runde   | 09    | 1:35,321 (43.)       |
| 08   | Sergio Pérez       | Racing Point-BWT Mercedes | 51     | 2      | + 1 Runde   | 17    | 1:32,621 (46.)       |
| 09   | Lance Stroll       | Racing Point-BWT Mercedes | 51     | 1      | + 1 Runde   | 12    | 1:34,713 (26.)       |
| 10   | Daniil Kwjat       | Scuderia Toro Rosso-Honda | 51     | 1      | + 1 Runde   | 14    | 1:33,239 (47.)       |
| 11   | Lando Norris       | McLaren-Renault           | 51     | 2      | + 1 Runde   | 08    | 1:34,116 (31.)       |
| 12   | Kimi Räikkönen     | Alfa Romeo Racing-Ferrari | 51     | 2      | + 1 Runde   | 13    | 1:33,190 (50.)       |
| 13   | Romain Grosjean    | Haas-Ferrari              | 51     | 1      | + 1 Runde   | 10    | 1:34,988 (18.)       |
| 14   | Antonio Giovinazzi | Alfa Romeo Racing-Ferrari | 51     | 2      | + 1 Runde   | 11    | 1:32,369 (51.)       |
| 15   | Kevin Magnussen    | Haas-Ferrari              | 51     | 2      | + 1 Runde   | 19    | 1:31,732 (49.)       |
| 16   | George Russell     | Williams-Mercedes         | 50     | 1      | DNF         | 18    | 1:35,458 (27.)       |
| 17   | Robert Kubica      | Williams-Mercedes         | 50     | 2      | + 2 Runden  | Box   | 1:36,332 (44.)       |
| –    | Max Verstappen     | Red Bull Racing-Honda     | 14     | 0      | DNF         | 05    | 1:37,249 (10.)       |
| DSQ  | Daniel Ricciardo   | Renault                   | 51     | 1      | + 1 Runde   | 16    | 1:33,481 (48.)       |
| DSQ  | Nico Hülkenberg    | Renault                   | 51     | 1      | + 1 Runde   | 15    | 1:34,921 (47.)       |

Anmerkungen
1. 1 2  Ricciardo und Hülkenberg wurden nachträglich disqualifiziert, da Renault in beiden Fahrzeugen ein System zur automatischen Einstellung der Bremsbalance installiert hatte, das zwar nicht dem technischen, dafür aber dem sportlichen Reglement nach als illegal eingestuft wurde.

## WM-Stände nach dem Rennen
Die ersten zehn des Rennens bekamen 25, 18, 15, 12, 10, 8, 6, 4, 2 bzw. 1 Punkt(e). Zusätzlich gab es einen Punkt für die schnellste Rennrunde, da der Fahrer unter den ersten zehn landete.

### Fahrerwertung
| Pos. | Fahrer           | Konstrukteur                                      | Punkte |
| ---- | ---------------- | ------------------------------------------------- | ------ |
| 01   | Lewis Hamilton   | Mercedes                                          | 338    |
| 02   | Valtteri Bottas  | Mercedes                                          | 274    |
| 03   | Charles Leclerc  | Ferrari                                           | 223    |
| 04   | Max Verstappen   | Red Bull Racing-Honda                             | 212    |
| 05   | Sebastian Vettel | Ferrari                                           | 212    |
| 06   | Carlos Sainz jr. | McLaren-Renault                                   | 76     |
| 07   | Pierre Gasly     | Red Bull Racing-Honda / Scuderia Toro Rosso-Honda | 75     |
| 08   | Alexander Albon  | Scuderia Toro Rosso-Honda / Red Bull Racing-Honda | 64     |
| 9    | Sergio Pérez     | Racing Point-BWT Mercedes                         | 37     |
| 10   | Lando Norris     | McLaren-Renault                                   | 35     |

| Pos. | Fahrer             | Konstrukteur              | Punkte |
| ---- | ------------------ | ------------------------- | ------ |
| 11   | Daniil Kwjat       | Scuderia Toro Rosso-Honda | 34     |
| 12   | Daniel Ricciardo   | Renault                   | 34     |
| 13   | Nico Hülkenberg    | Renault                   | 34     |
| 14   | Kimi Räikkönen     | Alfa Romeo Racing-Ferrari | 31     |
| 15   | Lance Stroll       | Racing Point-BWT Mercedes | 21     |
| 16   | Kevin Magnussen    | Haas-Ferrari              | 20     |
| 17   | Romain Grosjean    | Haas-Ferrari              | 8      |
| 18   | Antonio Giovinazzi | Alfa Romeo Racing-Ferrari | 4      |
| 19   | Robert Kubica      | Williams-Mercedes         | 1      |
| 20   | George Russell     | Williams-Mercedes         | 0      |

### Konstrukteurswertung
| Pos. | Konstrukteur          | Punkte |
| ---- | --------------------- | ------ |
| 1    | Mercedes              | 612    |
| 2    | Ferrari               | 435    |
| 3    | Red Bull Racing-Honda | 323    |
| 4    | McLaren-Renault       | 111    |
| 5    | Renault               | 68     |

| Pos. | Konstrukteur              | Punkte |
| ---- | ------------------------- | ------ |
| 06   | Scuderia Toro Rosso-Honda | 62     |
| 07   | Racing Point-BWT Mercedes | 58     |
| 08   | Alfa Romeo Racing-Ferrari | 35     |
| 09   | Haas-Ferrari              | 28     |
| 10   | Williams-Mercedes         | 1      |